# دراگانووو (استان بورگاس)
دراگانووو (به بلغاری: Draganovo) یک منطقهٔ مسکونی در بلغارستان است که در استان بورگاس واقع شده‌است.